# Serge Lancen
Serge Jean Mathieu Lancen (Parijs, 5 november 1922 – aldaar, 10 juli 2005) was een Frans componist, pianist en musicus. Hij werd geboren in een muzikale familie, zijn vader was violist in een amateur symfonieorkest en zijn moeder speelde uitstekend piano, vooral de grootmeesters (Bach, Mozart, Beethoven, Chopin etc.).

## Levensloop
Als klein kind ontwikkelde hij al een buitengewone interesse voor muziek. Al op vijfjarige leeftijd schreef hij een Berceuse. Drie jaar later begon hij met solfège- en pianolessen. Op vijftienjarige leeftijd had hij al zoveel pianomuziek geschreven, dat hij daarmee een eigen recital kon bestrijden. Dit concert vond plaats in 1937 in Londen in de "Rudolf Steiner Hall". Hij studeerde aan het befaamde Conservatoire National Supérieur de Musique te Parijs de vakken piano bij Marguerite Long, Rose Lejour en Lazare Lévy, harmonieleer, contrapunt en compositie bij Tony Aubin, Henri Büsser en Noël Gallon. Zijn examina werden met een eerste prijs onderscheiden. Hij kreeg ook de Prix de Rome voor zijn werk Cantate Bettina, de compositieprijs van de Franse omroep en verdere prijzen en onderscheidingen.
Zijn oeuvre omvat talrijke werken van de symfonische muziek tot de kamermuziek, concerten voor piano, fluit, contrabas en harp, verder twee balletten en een kameropera. Sinds 1960 schreef hij vooral werken voor symfonisch blaasorkest. Zijn vriend Désiré Dondeyne bracht hem in contact met dit medium.

## Composities

### Werken voor orkest
- 1955 Symphonie Légére
- 1964 Charlot
- 1965 Triptyque
- 1968 En route pour Monte-Carlo
- 1968 Fifres en fête
- 1969 Symphonietta
- 1993 Jeunes archets
- 1993 Jeux pour musiciens (pour ens. à vent)

### Concerten met orkest of instrumenten
- 1949 Concertino pour piano et orchestre
- 1951 Concerto pour piano et orchestre
- 1954 Concerto pour harmonica
- 1962 Concerto pour flûte et orchestre
- 1962 Concerto pour contrebasse
- 1966 Concerto pour violon
- 1968 Concerto champêtre pour harpe et orchestre
- 1974 Concerto Rhapsodie pour piano et orchestre
- 1985 Concerto pour violon et contrebasse
- 1987 Concerto pour contrebasse et orchestre
- 1988 Concerto pour harpe
- 1992 Concerto pour saxophone alto et orchestre

### Werken voor harmonieorkest
- 1960 Marche de Concert (georkestreerd door zijn vriend Désiré Dondeyne)
- 1962 Manhattan Symphonie, voor harmonieorkest
- 1964 Symphonie de Noël
- 1967 Mini Symphonie
- 1968 Festival à Kerkrade, voor harmonieorkest
- 1969 Obsession
- 1969-1970 Cap Kennedy, voor harmonieorkest
- 1971 Hymne a la musique
- 1971 Parade Concerto voor piano en symfonisch blaasorkest
  1. Introduction et Allegro
  2. Andantino
  3. Allegro
- 1971 Ouverture texane
- 1975 Marche pour un anniversaire
- 1975 Symphonie de Paris, voor harmonieorkest
- 1976 Ouverture triomphale
- 1976 Rhapsodie sur des thèmes Bretons
- 1976 Rhapsodie sur des thèmes Normands
- 1976 Le Mont Saint Michel, Tableaux symphoniques (symfonische taferelen) voor harmonieorkest
- 1977 Suite pastorale
- 1980 Trianon for Band, voor harmonieorkest
  1. Moderato maestoso
  2. Allegro
  3. Allegro
  4. Moderato maestoso
- 1980 Festival rapsodie
- 1980 Bocage
- 1980 Versailles, voor harmonieorkest
- 1980 Le Chant de l'Arbre
- 1980 Hymne de Fraternité voor gemengd koor en harmonieorkest uit het Poème Oecuménique
- 1981 Dédicace voor alt-saxofoon en harmonieorkest
- 1983 Scandinave
- 1984 Divertimento
- 1984 Marche nuptiale
- 1984 Concerto de Paris voor piano en symfonische blaasorkest
- 1986 Mascarade, voor koperkwintet en harmonieorkest
- 1986 Ouverture pour un Matin d'Automne
- 1988 Concerto voor trombone en harmonieorkest
- 1986 Symphonie de l'Eau
- 1986 Aunis et Saintonge en féte
- 1988 Sonate Concertante voor klarinet en harmonieorkest
- 1990 Concerto pour harpe
- 1990 Divertimento pour petite orchestre d'harmonie
- 1990 Eveil
- 1990 Hymne au soleil
- 1990-1991 Concerto pour cor
- 1991 Symphonie Ibérique, voor harmonieorkest
- 1991 Concerto pour Hautbois
  1. Allegro
  2. Andante
  3. Allegro
- 1993 Images d'Ollioules
  1. Allegro
  2. Andante
  3. Andante
  4. Allegro Vivo
- 1993 Cinquantième, ouverture voor harmonieorkest
- 1993 Symphonie joyeuse
- 1993 Zwiefache Symphonique
  1. Allegro
  2. Allegretto
  3. Moderato
  4. Allegro
- 1994 Credo pour choeur à quatre voix mixtes et orchestre d'harmonie
- 1995 Hymne aux musiciens
- 1995 Jour de fête
- 1996 Jubilé
- Contraste voor altsaxofoon en harmonieorkest
- Little Symphonie
- Ouverture pour un Matin d'Automne
- Copacabana

### Missen en geestelijke muziek
- 1950 Cantate Bettina, cantate (onderscheiden met de Prix de Rome)
- 1957 Narcisse oratorio profane
- 1975 Poême écuménique pour neuf solistes, choeur mixte, choeur d'enfants, orgue et orchestre symphonique
- 1986 Missa solemnis dédiée à Jean-Paul II voor sopraan, bariton, gemengd koor, harp en symfonisch blaasorkest
  1. Introit
  2. Kyrie
  3. Gloria
  4. Offertorium
  5. Sanctus
  6. Pater Noster
  7. Agnus Dei
  8. Communio
  9. Deo Gratias
  10. Alleluia
- 1991 Te Deum voor tenor-solo, bariton-solo, mannenkoor en harmonieorkest
  1. Te Deum Laudamus
  2. Tu Rex Gloriae, Christe
  3. Salvum fac populum tuum
  4. Miserere nostri, Domine
  5. Laudamus
- 1994 Remerciements pour baryton, harpe et orchestre d'harmonie naar teksten uit de bijbel en vanuit gebeten
  1. Introduction
  2. Prière
  3. Remerciements à Dieu
  4. Benidicamus Domine
  5. Prière du Souvenir
  6. Glorie à Dieu - Alleluia
- 1995 Credo, voor gemengd koor en harmonieorkest
- 1995-1996 Espaces harmoniques, cantate voor spreker, solisten, gemengd koor, kinderkoor en harmonieorkest - première: in 1997 in de Basiliek "Notre-Dame de la Trinité" in Blois

### Muziektheater

#### Opera's
| Voltooid in | titel                  | aktes | première | libretto |
| ----------- | ---------------------- | ----- | -------- | -------- |
| 1962        | La Mauvaise Conscience |       |          |          |

### Vocale muziek
- 1965 Deux romances sans paroles
- 1979 Trois mélodies
- 1990 Paris au jardin de ma mémoire
- 1990 Vocalises